# نيل (لاعب كرة قدم)
نيل هو لاعب كرة قدم برازيلي في مركز الدفاع، ولد في 14 أبريل 1979 في تيمون في البرازيل. لعب مع Esporte Clube Flamengo ‏.

## وصلات خارجية
- نيل (لاعب كرة قدم) على موقع قاعدة بيانات كرة القدم.إي يو (الإنجليزية)
- نيل (لاعب كرة قدم) على موقع Soccerway.com (الإنجليزية)